# Editorial
Editorialul (din franceză éditorial) este un articol (de ziar, de revistă etc.), de obicei nesemnat care exprimă punctul de vedere oficial al conducerii redacției într-o problemă actuală și importantă. Se mai numește și articol de fond.
Fiind cea mai importantă specie a jurnalismului de opinie, editorialul exprimă atitudinea ziarului față de realitatea politică, socială, economică etc. Coloana editorială sau pagina editorială (editorial page) sunt considerate, pe drept cuvânt, sufletul, coloana vertebrală a ziarului. Pentru că editorialul argumentează opinia, urmărind să-i convingă pe cititori. Poate, cea mai importantă menire a editorialului este realizarea legăturii dintre fapte cu un context mai larg. Fără această legătură, jurnalistul poate fi un bun reporter, dar nu un editorialist. Spre deosebire de reporter, editorialistul este în primul rând interesat de semnificația faptelor, mai puțin de calitatea lor de noutate. Faptele intră într-un editorial doar când conduc spre o concluzie logică.
Câmpurile privilegiate ale editorialului sunt politica, socialul, economicul, educația, criminalitatea - infracționalitatea. Ceea ce nu înseamnă că există vreun subiect interzis editorialului.

## Tipuri de editorial
Spre deosebire de celelalte genuri redacționale, editorialistul are o mult mai mare libertate de mișcare în alegerea tonului, a atitudinii. El poate selecta între diferite tipuri de raționament, poate nara, poate alege între umor, sarcasm, satiră, parabolă, parodie. Poate redacta un editorial polemic.
O sumară enumerare a tipurilor posibile de editorial, ar putea începe cu acele texte de opinie care dintr-un motiv sau altul, se bazează pe fapte necontrolate (imposibil de controlat), în momente când atenția/curiozitatea publicului sunt în alertă: editorial- pronostic- cu  posibilă variantă, editorial- balon - de încercare.În afara unei atitudini etice corecte, am putea așeza editorialul "persoană", al cărui centru de greutate este persoana, rolul ei, masca/măștile sale, pe scurt, imaginea. Fie că întâlnim în acest caz un text apăsat retoric (persuasiv, sau un portret în care opinia pro/contra a semnatarului textului este cât se poate de vizibilă, fie avem accente comparabile cu ale moraliștilor, "personajul" care face obiectul acestui tip de editorial este un exemplu (pozitiv sau negativ) propus cititorilor.
De asemenea, la limita corectitudinii etice, o succesiune de astfel de editoriale se transformă într-o campanie de presă, cu tot ce decurge de aici, cu referire la dreptul la imagine sau la ceea ce deontologia americană numește fair comment.
Cele mai dificile editoriale par a fi așa-numitele editoriale de serviciu (Exemplu: 1 Decembrie — Ziua Națională a României) și editorialul necrolog.
Pentru ca adevărata performanță profesională să fie atinsă de editorialul eseu.

## Modalități de redactare. Etapele realizării editorialului
Chei de control:
a) Dacă demonstrația dezvoltată în editorial se poate reduce la un silogism, textul este corect construit din punct de vedere logic;
b) Posibilitatea reducerii textului la o singură afirmație specifică, demonstrează corectitudinea construcției textului, conform regulii: o singură idee-problemă = un singur unghi de abordare = un singur text.
Un articol bun are la baza claritate la nivel logic și claritate la nivel de limbaj. Un text jurnalistic ideal trebuie să conțină “o informație pe fraza, și un mesaj pe articol”. Claritatea mesajului se referă și la atribuire (identificarea surselor informației). Toate citatele trebuie să aibă o sursă cu un nume, anonimatul este rezervat cazurilor în care informația are valoare factuală și nu este disponibilă de la nici o sursă citabilă, folosim sursele anonime numai în materiale informative, niciodată în cele de opinie și comentariu. 
Claritatea limbajului se referă la respectarea sintaxei, la folosirea predominantă a propozițiilor scurte, un text pentru a avea dinamica alternează fraze mai scurte cu fraze mai lungi, se recomandă cuvintelor cu sensul lor propriu.

## Erori de evitat
"Dacă puțin e bine, mult poate fi prea mult" - face referire la excesul retoric, la verbiaj; Detașarea excesivă; Atacul la persoană, ceea ce implică deplasarea accentului de la discutarea-criticarea problemei, la atacarea omului, sunt greșeli în redactarea  unui editorial. Acesta din urmă este tot una cu o decădere din demonstrație în pamflet. Este o marcă a partizanatului, a criticii neoneste! 
Reuben Maury și Karl G. Pfeiffer adaugă alte erori: Pontificarea. A ponti a înseamnă a vorbi ca o persoană infailibilă. Când pontifică, editorialistul nu-și respectă publicul; Editorialul șablon; Prețiozitatea, argoul. Editorial unui partizan-partinic într-un ziar  care se declară independent, este propagandă mascată. Iar editorialul care laudă sau critică din rațiuni care țin de "capitalul imagine" al unei firme, este publicitate mascată.

## Portretul ideal al editorialistului
De la începuturile genului și până în prezent, editorialistul este, de cele mai multe ori, conducătorul ziarului. Datorită complexității genului și datorită responsabilității etice care decurge din accederea la poziția de îndrumător - lider de opinie, se consideră unanim că un bun editorialist devine jurnalistul cu experiență profesională (dobândită în timp, în departamentul de informare al ziarului, acoperind diferite domenii). Experienței profesionale i se adaugă experiența culturală generală și aprofundată în cel puțin un domeniu.
Portretul robot al editorialistului cuprinde următoarele trăsături: flexibilitate-receptivitate; spirit de echipă; absența vanității; capacitatea de a generaliza corect pornind de la fapte; răbdare, tenacitate, luciditate, simțul umorului și al ironiei, capacitatea de a scrie repede și expresiv în fiecare zi. Toate aceste calități profesionale-intelectuale nu au însă nici o valoare (pentru public) în afara unei etici clare.
Principiile pe care se bazează scriitorii de editoriale sunt:
- Este necinstit din partea editorialistului să-și fundamenteze editorialele pe jumătate de adevăr. Editorialistul ar trebui ca niciodată să nu-și înșele cititorul, în mod conștient, să nu distorsioneze o situație și să nu așeze nici o persoană într-o lumină falsă.
- Editorialistul ar trebui să exprime concluzii obiective bazate pe fapte, pe greutatea evidenței și pe ceea ce este considerat ca fiind binele public.
- Editorialistul nu ar trebui niciodată să fie motivat de interesul personal.
- Editorialistul ar trebui să știe că nu este infailibil. Ar trebui să dea cuvântul și celor care nu sunt de acord cu el.
- Editorialistul ar trebui să-și revizuiască cu regularitate concluziile, în lumina noilor informații. Nu trebuie să ezite să le corecteze când este nevoie.
- Editorialistul ar trebui să aibă curajul convingerii bine fundamentate și o filozofie democratică asupra vieții. Ar trebui sa nu scrie și să nu publice niciodată ceva care ar contraveni conștiinței sale.
- Editorialistul ar trebui să-și sprijine colegii în tentativa lor de a accede la nivele profesionale înalte. Reputația sa este și a lor, și invers.